# 麋师旦
麋师旦（1131年—1197年），字周卿，吴县（今江苏苏州）人。宋朝大臣。
绍兴十八年（1148年）进士。历官高邮、西安尉、衢州教授等职，知富阳县、秀州。庆元初，以左司郎中召，适金国贺生辰使者至，假显谟阁学士充任接伴使。庆元三年（1197年）卒于常州。